# 安諾舒卡·帕雷克
安諾舒卡·帕雷克（英語：Anoushka Parikh，1997年3月26日—），印度女子羽毛球運動員。

## 簡歷
2016年12月，安諾舒卡·帕雷克分別與哈里卡·維露杜蒂以及沙拉巴·夏爾馬合作出戰尼泊爾羽毛球國際系列賽女子雙打以及混合雙打項目。在女子雙打項目決賽中以0-2的成績（16-21、12-21）不敵隊友兼賽事頭號種子，屈居亞軍。但在混合雙打項目決賽中以2-1的成績（14-21、21-19、21-19）擊敗了隊友文卡特·戈拉夫·普拉萨德/茱希·迪万根組合，奪得個人生涯中首個國際賽冠軍。

## 主要比賽成績
| 年份   | 賽事                   | 公開賽級別 | 項目     | 拍檔            | 成績   |
| ------ | ---------------------- | ---------- | -------- | --------------- | ------ |
| 2016年 | 尼泊爾羽毛球國際系列賽 | 國際系列賽 | 女子雙打 | 哈里卡·維露杜蒂 | 亞軍   |
| 2016年 | 尼泊爾羽毛球國際系列賽 | 國際系列賽 | 混合雙打 | 沙拉巴·夏爾馬   | 冠軍   |
| 2017年 | 哈爾科夫羽毛球國際賽   | 國際挑戰賽 | 混合雙打 | 沙拉巴·夏爾馬   | 亞軍   |
| 2017年 | 南非羽毛球國際賽       | 國際系列賽 | 混合雙打 | 沙拉巴·夏爾馬   | 亞軍   |
| 2018年 | 巴西羽毛球國際賽       | 國際挑戰賽 | 混合雙打 | 沙拉巴·夏爾馬   | 亞軍   |
| 2018年 | 哈爾科夫羽毛球國際賽   | 國際挑戰賽 | 混合雙打 | 沙拉巴·夏爾馬   | 冠軍   |
| 2019年 | 尼泊爾羽毛球國際系列賽 | 國際系列賽 | 混合雙打 | 沙拉巴·夏爾馬   | 準決賽 |
| 2019年 | 南亞運動會羽毛球比賽   | 其他       | 女子團體 | －              | 金牌   |
| 2019年 | 南亞運動會羽毛球比賽   | 其他       | 女子雙打 | 庫胡爾·加爾格   | 銅牌   |

| 2007-2017年 | 首要超級賽 | 超級賽 | 黃金大獎賽 | 大獎賽 | 國際挑戰賽 | 國際系列賽 | 未來系列賽 | 其他 |

| 2018-2026年 | 總決賽 | 超級1000賽 | 超級750賽 | 超級500賽 | 超級300賽 | 超級100賽 | 國際挑戰賽 | 國際系列賽 | 未來系列賽 | 其他 |

### 奧運會和世錦賽參賽紀錄
|          | 搭檔          | 2018 | 2019 | 2020 | 2021 |
| -------- | ------------- | ---- | ---- | ---- | ---- |
| 混合雙打 | 沙拉巴·夏爾馬 | 32強 | －   | －   | 32強 |